# Hernán Díaz Arrieta
Hernán Díaz Arrieta (Santiago, 11 de mayo de 1891-Santiago, 24 de enero de 1984), también conocido por su seudónimo Alone, fue un escritor chileno, considerado el más influyente crítico literario de su país, una personalidad imprescindible de la escena cultural chilena del siglo XX.

## Biografía
Nacido y criado en la localidad de Buin, en las afueras de Santiago, donde su padre administraba el fundo de su abuelo. Fue el undécimo y penúltimo hijo de Francisco de Paula Díaz Rodríguez y Teresa Arrieta Cañas.
Recibió su educación en la capital chilena: primero en el Seminario de Santiago, luego en el Instituto Comercial de Santiago y finalmente (por muy breve tiempo) en la Escuela Dental. Profesionalmente, cultivó un bajo perfil: trabajó como funcionario en el Ministerio de Justicia a lo largo de 25 años, llegando a ocupar el puesto de jefe de sección, a cargo del Registro Civil.
Su formación literaria es la de un autodidacta. Se dedicó a la literatura desde temprano. Tras cortas incursiones en la novela, desde 1921 abrazó el ensayo y la crítica literaria, siguiendo así los pasos de Omer Emeth (Emilio Vaïsse). Trabajó para los diarios La Unión, El Imparcial y El Diario Ilustrado; pero su «Crónica Literaria» primero en La Nación, en tiempos de Eliodoro Yáñez, y luego en El Mercurio (1939-1978), fue sin duda su tribuna por excelencia. De prosa amena y fluida, cultivaba principalmente un estilo y defendía la calidad de la escritura ante todo. Es por eso que algunos lo han calificado como el mejor prosista que Chile ha tenido. Desde su crónica pontificaba, descubriendo autores noveles o condenando a quienes no le parecían merecer el aprecio de la opinión pública. Su poder llegó a ser tal (y duró tanto tiempo) que un libro se vendía o no de acuerdo al juicio de Alone. Fueron favorecidas por su influencia María Luisa Bombal —la mejor prosista del siglo, a juicio de Alone— y Gabriela Mistral, de quien escribió una importante biografía. Su anticomunismo profundo no le impidió cultivar aprecio literario por Pablo Neruda; se dijo, incluso, que Alone financió la primera edición de Crepusculario.

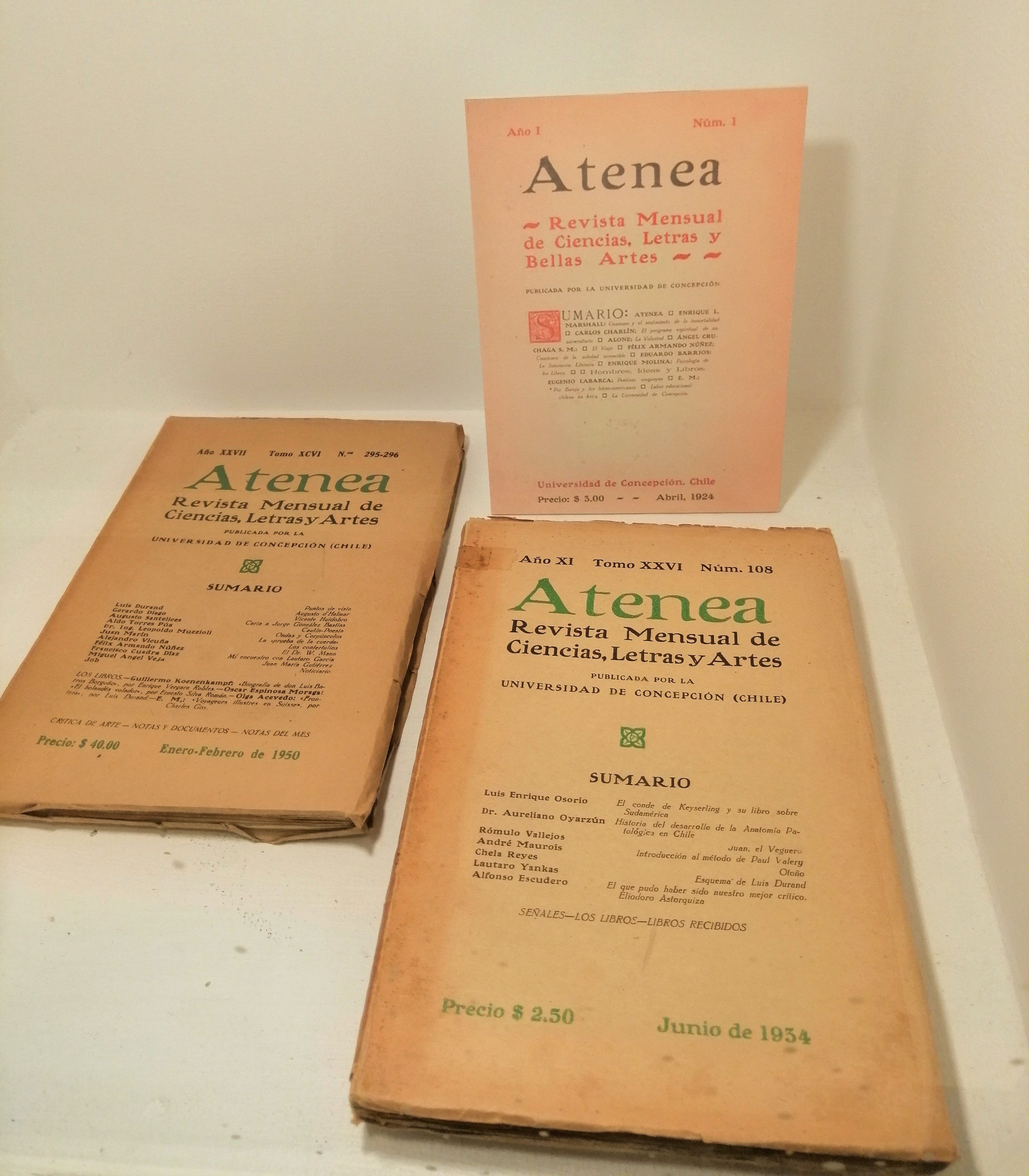
Publicación de Hernán Díaz Arrieta, ya como «Alone», en el primer número de la revista Atenea, 1924.

Comenzó a firmar sus escritos como Alone a partir de 1913, pero utilizó otros seudónimos —como Alba Serena, Nanreh de Zaid, Ariel, Azrael, Ever, Oliver Brand, Raro, Uno, Nadie, Otro, Par, etc.—. 
Tuvo muy pocos amoríos y nunca se casó; su homosexualidad fue revelada tras su muerte, con la publicación de su Diario íntimo en 2001, el cual contiene diferentes escritos y cartas del autor.
Por sus ácidas críticas, se ganó no pocos enemigos, los cuales aumentaron después de 1973, cuando Díaz Arrieta, fervoroso católico y declarado derechista anticomunista, apoyó abiertamente el golpe de Estado que derrocó a Salvador Allende. Vivió toda su vida en la misma casa (Avenida Beauchef 1035), la que adquirió con un crédito hipotecario cuando comenzó a trabajar en el Registro Civil frente al Parque Cousiño. Murió el 24 de enero de 1984, a los 92 años de edad.
Sus restos descansan en el mausoleo familiar del Cementerio Católico de Santiago de Chile.

## Misiones y distinciones
- En 1951 asumió como miembro de número de la Academia Chilena de la Lengua, correspondiente de la Real Academia Española, ocupando el sillón número 7 (sucediendo a Miguel Cruchaga Tocornal).
- En 1953 se incorporó como miembro de número a la Academia Chilena de la Historia, bajo la medalla número 11 (en reemplazo de Guillermo Edwards Matte).
- En 1957 la Fundación Rockefeller lo invitó a Nueva York para ordenar los escritos inéditos de Gabriela Mistral.
- En 1959 fue distinguido con el Premio Nacional de Literatura.
- En 1976 la Universidad de Chile le otorgó el grado de doctor honoris causa (por medio de la Facultad de Filosofía y Letras), notable reconocimiento de la calidad académica de un autodidacto.

## Obras

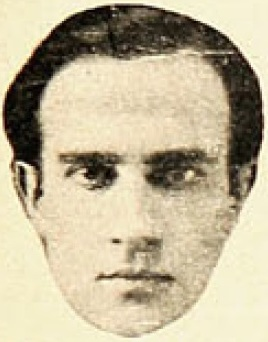
Alone en 1927.

- Prosa y verso (1909, con Jorge Hübner padre)
- La sombra inquieta  (1915, su única novela)
- Historia de una obra pía víctima de una obra impía (1927)
- Portales íntimo (1930)
- El Lincoln de Ludwig
- Panorama de la literatura chilena (1931)
- Las mejores páginas de Marcel Proust (1933)
- Las cien mejores poesías chilenas
- Don Alberto Blest Gana (1940)
- Gabriela Mistral (1946)
- Arte de la Biografía (1946, Selección y estudio preliminar)
- El Congreso de las Academias (1951)
- Historia personal de la literatura chilena (1954)
- La tentación de morir (1954)
- Aprender a escribir  (1956)
- Historia de la biografía  (1959)
- Memorialistas chilenos  (1960)
- Leer y escribir (1962)
- Los cuatro grandes de la literatura chilena (1963)
- Bello en Caracas (1963)
- Antología del árbol (1966)
- Literatura francesa (1971)
- En la batalla política  (1974)
- Pretérito imperfecto  (1976, memorias)